# Asedio del Castillo de Burgos (1475)
El asedio de Burgos fue un asedio al castillo de Burgos en la Corona de Castilla entre 1475 y principios de 1476. Formó parte de la guerra de sucesión castellana.

## El asedio
En agosto y septiembre de 1475 la reina Isabel I de Castilla había fortalecido las guarniciones cercanas a la ciudad de Burgos mientras su marido Fernando II de Aragón asediaba la fortaleza de la ciudad. La fortaleza estaba armada con cañones lombardas que bombardeaban a la ciudad, que se había unido al bando isabelino.
Las fuerzas de la reina acosaban a las tropas del rey Alfonso V de Portugal y consiguieron cortar su línea de provisiones. Una vez supieron que el camino hacia el norte desde Peñafiel estaba cortado, los portugueses se retiraron. En consecuencia las fuerzas lusas retrocedieron hasta Toro y después a Zamora en octubre para el invierno. Estas acciones evitaron que la guarnición del castillo fuera relevada.
Para el final de noviembre de 1475, el hermano del rey Fernando, Alfonso de Aragón llegó con un equipo de ingenieros de asedio. Habían ganado fama capturando el castillo catalán de Amposta.
El rey Fernando II no pudo estar presente cuando la guarnición de Burgos se rindió, ya que se encontraba manteniendo el asedio de Zamora, requiriéndose su presencia allí. Abandonó Zamora a principios de diciembre. Al igual que Burgos, la ciudad se tomó, pero los portugueses resistieron en el castillo de Zamora. Fue la reina quien recibió la rendición del castillo de Burgos.
La fortaleza de la ciudad aguantó nueve meses de asedio. Los zapadores excavaron túneles que cortaron el suministro de agua, obligando a la guarnición a rendirse 10 días más tarde, el 2 de diciembre de 1475. Después de un período habitual de tregua de dos meses, las fuerzas de asedio pudieron tomar la fortaleza. Sin embargo el alcaide Juan de Estúñiga se rindió antes, el 19 de enero, siendo elogiado por su valor después de ser despedido por Isabel. Este acto hizo que su padre cambiara de bando y se uniera a Isabel. El cardenal Mendoza, usualmente parte de la corte de la reina, cerró las negociaciones finales y el 2 de febrero de 1476 la reina pudo visitar la fortaleza.

## Resultado
La caída de Burgos fue una de las mayores victorias contra Juana la Beltraneja. La ciudad de Burgos era un punto de control importante para el Reino de Castilla. Las tropas una vez liberadas pudieron asistir a las siguientes acciones en Toro y Zamora.

## Historia militar
El asedio de Burgos fue uno de los últimos encuentros donde tendrían uso los trabuquetes, que ya eran desplazados por el nuevo armamento de pólvora como los cañones, que empezaban a imponerse en las tareas de asedio. El uso de las bombardas fue generalizado junto los trabuquetes.